# 'Ndocciata
La 'ndocciata è un evento tradizionale che si svolge il secondo sabato di dicembre e il 24 dicembre ad Agnone, in provincia di Isernia, costituito da una sfilata di enormi fiaccole (costruite artigianalmente con tronchi d'abete), lungo il corso del paese e impegnando buona parte della popolazione all'interno dei rituali previsti.

## Storia
Le radici della tradizione risalgono all'epoca romana, al tempo della tribù del Sannio; i Sanniti usavano 'ndocce come fonte di luce durante gli spostamenti tribali che si verificavano durante la notte. La tradizione da allora, dopo il XVIII secolo, è stata tramandata dai contadini che cercavano di illuminare il percorso dei vari quartieri per raggiungere le numerose chiese nella notte di Natale. Ulteriori differenti credenze sono state accostate alla 'Ndocciata nel corso degli anni; per esempio, se il vento soffiava da nord durante i falò ci si aspettava un buon anno. Durante il Medioevo, si credeva, inoltre, che il fuoco aiutasse ad allontanare le streghe, mentre secondo altri studi, questo rito era legato ad antichi riti della rinascita della luce, collegati al solstizio d'inverno. Vi sono ulteriori ipotesi per cui la 'ndocciata fosse legata a un sincretismo in cui al centro erano il fuoco e i culti arborei.

## La tradizione

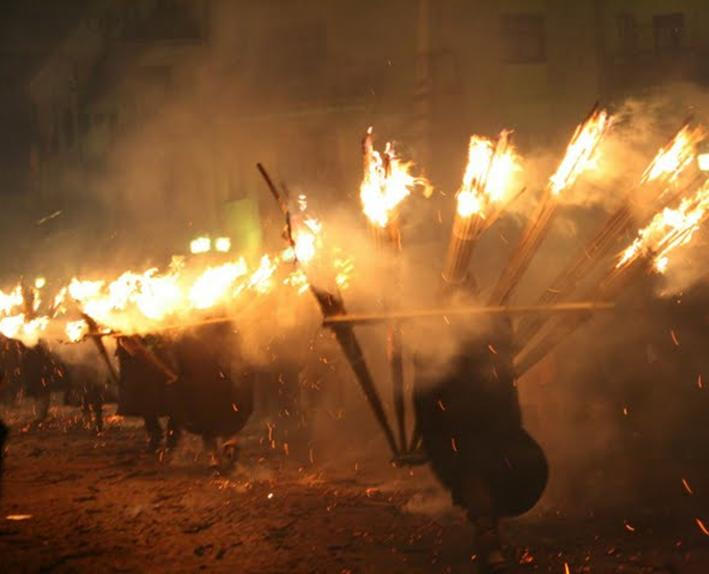
La 'ndocciata di Agnone del 2006

Le "'ndocce" (torce) hanno una forma a "ventaglio" (raggiera) e sono fatte utilizzando l'abete bianco reperito nel bosco di Montecastelbarone; vi possono essere torce singole o multiple, che arrivano fino a 20 fuochi. Le contrade di Agnone che partecipano alla 'ndocciata sono cinque (Capammonde e Capabballe, Colle Sente, Guastra, Sant'Onofrio, San Quirico) e le file sono costituite ognuna da centinaia di portatori di torce vestiti in abiti tradizionali (cappe), che sfilano per il corso principale del paese illuminandolo con una lunga scia di fuoco. Vi sono cori ed esibizioni di zampognari per le vie di Agnone, oltre a competizioni per stabilire quale sia la più grande e la più bella "'ndoccia". La processione si conclude con un falò chiamato "Falò della Fratellanza" a Piazza Plebiscito dove vi è un presepe.
Per onorare il Giubileo del 2000, fu organizzata una 'ndocciata speciale l'8 dicembre. Tale appuntamento, diventato poi fisso, è stato poi spostato al secondo sabato di dicembre.
Questo rito, oltre che ad Agnone si è conservato, in misura minore, anche a Santo Stefano di Sante Marie (in provincia dell'Aquila) ed ha assunto una diversa valenza legandosi alla festività del Natale.

## Riferimenti e celebrazioni della 'ndocciata
L'8 dicembre 1996, vi è stata una 'ndocciata in Piazza San Pietro a Roma, per celebrare il 50º anniversario del sacerdozio di Giovanni Paolo II, di fronte a circa 30 000 persone. Il pontefice ha celebrato l'evento, dicendo:
(Giovanni Paolo II)
Nel 2004, gli Agnonesi hanno effettuato una 'ndocciata speciale per celebrare il 600º anniversario della proclamazione di Agnone a "Città Regia" avvenuta il 15 settembre 1404, da parte di re Ladislao di Durazzo. Nel 2006, per il passaggio della torcia olimpica verso i XX Giochi olimpici invernali di Torino, è stato organizzato a Campobasso uno speciale rito.
Il 26 settembre 2015, in occasione dell'Esposizione universale di Milano 2015, la 'ndocciata si è svolta lungo la Darsena del capoluogo lombardo. davanti a circa cinquantamila spettatori